# Ángela Nzambi

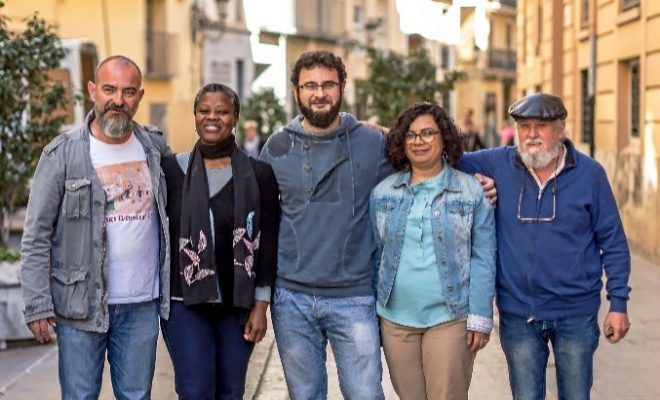
Equipo Candidato de Berto Jaramillo a las primarias de Podem en Valencia

Ángela María Nzambi Bakale (Bata, 7 de octubre de 1971) es una escritora, feminista y activista por los derechos humanos ecuatoguineana que reside en Valencia. Combina su trabajo en la CEAR (Comisión de Ayuda al Refugiado) con la escritura. Ha publicado tres libros: Ngulsi (2012), Biyaare (2015) y Mayimbo (2019); su última obra ha recibido el Premio Nacional de Literaturas Africanas “Justo Bolekia Boleká” 2019.

## Biografía
Ángela Nzambi, de nombre completo Ángela María Nzambi Bakale, es natural de Lia, un pueblo de Bata (Guinea Ecuatorial).  
Es hija de Fortunato Nzambi Machinde que fue Ministro de Estado de Educación, Vicepresidente Primero del Senado en la última legislatura y Vicepresidente del MAO colaborando con el Régimen Dictatorial de Guinea.  
Gracias a esta relación familiar pudo viajar e ir en representación, junto a su padre, del Gobierno de Guinea desarrollando labores acompañamiento, representación y diplomacia por varios países africanos 
Realizó sus estudios en los institutos de enseñanza secundaria «Carlos Lwanga» en Bata y «Rey Malabo» en Malabo. Empezó su vida universitaria en la Escuela Nacional de Agricultura, ENA, en Malabo, y se trasladó a la Universidad de Valencia para estudiar ciencias empresariales. Posteriormente, pasó una temporada en Houston, en la universidad de St.Tomás, donde realizó un curso sobre Literacy Initiative for Today. 
Trabaja para la CEAR (Comisión de Ayuda al Refugiado) como responsable del voluntariado y incidencias. Además, forma parte del Consejo Ciudadano Municipal como miembro del partido político Podem, una plataforma de la sociedad civil que motiva al debate entre diferentes organizaciones. Estas tareas las combina con su dedicación a la escritura, habiendo publicado tres libros: Ngulsi (2012), Biyaare (2015) y Mayimbo (2019).

## Activismo

### Feminismo racializado
Lucha por la reivindicación por la igualdad de derechos y el feminismo desde la perspectiva de las mujeres negras, para quienes esta lucha, lamentablemente, es aún más difícil ya que llevan encima el “estigma” de ser mujeres y negras.

### Migración
Ángela Nzambi está comprometida con los campos de trabajo de: acogida y inclusión de las personas migradas en España; demanda para la apertura de plazas y centros de acogida; campañas de sensibilización y concienciación de la ciudadanía. Miembro del Consejo Ciudadano Municipal en Valencia, desde la formación política Podemos. Se trata de una plataforma para el debate y toma de decisión desde la sociedad civil para el grupo local Podem. Citando a Nzambi, “Desde la sociedad civil organizada -colectivos, asociaciones, organizaciones-, también hacemos política. En mi organización se investiga, analiza y se propone soluciones a los problemas sociales enmarcados en nuestra misión.En esta otra dimensión de la política, se tiene la posibilidad de obtener los recursos para ejecutar acciones, proyectos y programas.”
Nzambi ha participado también en diferentes conferencias, a destacar: “III Foro Mundial de Migraciones”, organizada por CEAR –Comisión Española de Ayuda al Refugiado– en Madrid; y “Africa y los pueblos de ascendencia africana: problemáticas actuales y acciones para el futuro”, organizada por Howard University, en Washington D. C.”

## Obras
Publicó su primer libro, Ngulsi, en 2012, firmando como Nanguan, su nombre de origen guineano. La narrativa que adoptó en este trabajo recuerda a la tradición oral. Se inspiró en la representación de varios cuentos, que principalmente vienen de su educación en Guinea Ecuatorial y donde se cuentan historias protagonizadas por mujeres de su etnia “bisao” (su «karichobo»).
Paralelamente, también ha participado en dos obras colectivas: Navidad dulce, Navidad (2012) y 23 Relatos sin Fronteras (2015). 
En 2015 salió a la luz su segunda publicación, Biyaare (Estrellas). Con ella se proyectó su carrera dentro de la comunidad internacional. Usando un estilo que recuerda al ensayo, mezcló su narrativa característica de la tradición oral, reflexiona sobre las personas que “brillaron como estrellas” en su camino y que le han sido un referente a lo largo de su actividad profesional como dinamizadora social. 
Su publicación más reciente Mayimbo (Paseos), que ganó el premio Premio Nacional de Literaturas Africanas “Justo Bolekia Boleká” 2019, difumina las líneas entre pasado y presente, África y España, y coge como escenario el mundo interior de la escritora como ciudadana de los dos países.
En 2020, su obra es incluida en la antología Teléfono de emergencia literaria: escritoras ecuatoguineanas editada por los centros culturales de España en Bata y Malabo.